# 利川瘿椒树
利川瘿椒树（学名：Tapiscia lichunensis），为省沽油科瘿椒树属下的一个种。

## 扩展阅读
維基物種上的相關：利川瘿椒树